# Acrosemia quietaria
Acrosemia quietaria là một loài bướm đêm trong họ Geometridae.